# Wheat Ridge
Wheat Ridge è un centro abitato (city) degli Stati Uniti d'America, situato nella contea di Jefferson dello Stato del Colorado. Nel censimento del 2000 la popolazione era di 32.913 abitanti.

## Geografia fisica
Secondo i rilevamenti dell'United States Census Bureau, Wheat Ridge si estende su una superficie di 23,5 km².